# ФК Волга (Нижни Новгород)
„Волга“ е руски футболен отбор от гр. Нижни Новгород, който от сезон 2011/12 играе в Руската премиер лига. Той е вторият тим от града, играл в Премиер лигата (първият е „Локомотив“).

## История
Тимът е основан като „Електроника“ през 1998 г. Преименуван е на „Волга“ през 2004 г. Тимът играе във Втора дивизия от 2001 до 2008 г. и се класира за Първа през 2008 г. През сезон 2010 г. завършва на 2-ро място и се класира за Премиер-лигата.
Отборът спряга сериозна селекция. Към него се присъединяват Марк Кросас, Александър Белозеров, Беслан Анджинджал, Леилтон и Миклош Гаал. До 4-тия кръг на РПЛ „Волга“ е начело в класирането, но по-късно се задържа в средата на таблицата. В края на сезона завършват чак на 14-о място. Отборът достига до 1/2 финал за националната купа, но отпада от „Динамо“.
За да оцелеят в РФПЛ, „Волга“ играят плейоф с градския съперник ФК „Нижни Новгород“, който печелят с 2:1 в първия мач, а реваншът завършва 0 – 0. През юни 2012 г. двата клуба са обединени.
През юли 2016 г. Волга прекратява своето съществуване. Голяма част от играчите преминават в другия местен тим – ФК Олимпиец.

## Известни играчи
- Марк Кросас
- Александър Белозеров
- Руслан Анджинджал
- Леилтон
- Миклош Гаал
- Антон Хазов
- Отар Марстваладзе
- Гогита Гогуа
- Мате Вацадзе
- Лаша Салуквадзе
- Андрей Каряка
- Александър Харитонов
- Антон Путило
- Ромео Кастелен
- Дмитирй Полянин

## Български футболисти
- Росен Колев: 2015/16 - (20 мача - 1 гол)